# Enrique B. Barnet
Enrique Buenaventura Barnet y Roque de Estrada (Matanzas, 1855-Nueva Orleans, 1916) fue un médico cubano.

## Biografía
Nació el 14 de julio de 1855. Escritor y médico matancero, fue miembro de número de la Academia de Ciencias de la Habana, en la que ingresó el 13 de julio de 1906. Se recibió en las Universidades de New York y de la Habana, y estando en la última ciudad ayudó con su pluma a la causa independentista durante la guerra del 95. Perteneció a la Sociedad de Estudios Clínicos de la Habana desde 1900, a la Sociedad Económica Amigos del País y fue socio corresponsal de la Academia Nacional de la Historia de Caracas.
Prestó servicios a la sanidad en la isla de Cuba, contribuyendo a implantarla primero y, más adelante, como jefe de redacción del Boletín de la Secretaría. Barnet, que asistió a varios congresos médicos fuera de Cuba, falleció el 23 de septiembre de 1916 en Nueva Orleans.